# Nicoleta Luciu
Nicoleta Luciu (n. 12 septembrie 1980, București) este o actriță, fotomodel, cântăreață, co-prezentatoare la Vocea României.
A făcut parte din formația muzicală Laguna.

## Biografie
După câștigarea titlului de Miss România în anul 1999 a apărut, de-a lungul timpului, în mai multe ipostaze:
- imaginea Xavier-Laurent, Casa Rebecca Rita, Face2Face Models, Gazeta Sporturilor, Redis Nutriție, Palux
- pictoriale Playboy, în 4 numere ale revistei
- reclame foto: Up Beauty Center, Beeafeater Tonic, Iveco, Redis Nutriție
- coperte reviste: Playboy, Iveco, Vivre, Pro Tv Magazin, TV Mania etc.
- actriță în telenovelele „Iubire ca în filme”, „Lacrimi de iubire”, „Inimă de țigan”
- participări la Miss Model of The World (Turcia), manechin pentru creatorii străini și români.

## Filmografie
- Iubire și onoare, serial TV , 2010-2011 (rol: Soraya)
- Aniela, serial TV, 2009-2010 (rol: Matilda Vulturesco)
- Regina, serial TV, 2008-2009 (rol: Roza Potcovaru)
- Inimă de Țigan, serial TV, 2007-2008 (rol: Roza Potcovaru)
- Iubire ca în Filme, serial TV, 2006-2007 (rol: Ileana)
- Lacrimi de Iubire 2, film, 2006 (rol: Sonia)
- Lacrimi de Iubire, serial TV, 2005-2006 (rol: Sonia)
- La Servici, serial TV, 2005-2007 (rol: Sanda)
- Marea Aventură Lego - Wonder Woman, 2014 (voce, versiunea română)[1]